# غارة الاخوان على العمارة
غارة الإخوان على العمارة (آذار 1922) هي غارة شنتها قبيلة مطير وعددهم 3000 مقاتل بقيادة فيصل الدويش على جنوبي مدينة العمارة العراقية، يوم 4 آذار 1922، انتهت بخسارة الاخوان وانسحابهم ومقتل 200 منهم